# Filmmagasinet Mifune
Filmmagasinet Mifune (ISSN 1603-5704) var et dansk tidsskrift om film, der blev udgivet i 25 numre mellem 2003 og 2007, hvorefter det fusionerede med tidsskriftet Ekko, der derved kom til at hedde Filmmagasinet Ekko.
Filmmagasinet Mifune blev redigeret af Thure Munkholm, Kristoffer Hegnsvad og Henrik Rytter.